# Deutsche Telekom
«Дойче телеком АГ» (нем. Deutsche Telekom AG) — немецкая телекоммуникационная компания, крупнейшая в Европе и четвёртая в мире по размеру выручки. Штаб-квартира — в Бонне.

## История
Первый телефонный разговор в Германии произошёл в 1877 году с помощью двух американских аппаратов на расстоянии более 2 км. С тех пор развитие телефонии в стране проходило под контролем немецкой почты (Deutsche Bundespost). К 1880 году телефон был в 16 тыс. домохозяйств Германии, а к 1898 году в одном только Берлине было 46 тыс. телефонов — больше чем во всей Франции. С 1912 года телефонные линии начали прокладываться под землёй. С 1908 года началось внедрение автоматических телефонных станций, в 1920-х годах появилась радиотелефония, в 1933 году — телекс.
В 1949 году почтовые службы, а с ними и телефонные сети, были разделены. И в ГДР, и в ФРГ они оставались государственными монополистами. В 1989 году почтовая служба ФРГ Deutsche Bundespost была разделена на три акционерных общества: Deutsche Bundespost Postdienst (почтовые услуги), Deutsche Bundespost Postbank (почтовый банк) и Deutsche Bundespost Telekom (телефонная связь). В 1990 году началось объединение телефонный сетей восточной и западной Германии, что потребовало больших инвестиций со стороны ФРГ; в ГДР лишь 10 % домохозяйств имели телефон, в то время как в ФРГ — 98 %; за 7 лет на модернизацию было потрачено около 60 млрд дойчемарок.
В начале 1995 года Deutsche Bundespost Telekom была реорганизована в публичную компанию Deutsche Telekom AG. 18 ноябре 1996 года её акции стали котироваться на биржах Франкфурта и Нью-Йорка; это стало крупнейшим первичным предложением акций в Европе на то время. В 1999 году сеть кабельного телевидения была выделена в компанию Deutsche Telekom Kabel Services GmbH (DeTeKS) которая была разделена на девять региональных компаний (Kabel Baden-Württemberg, ish NRW GmbH, iesy Hessen GmbH & Co. KG и др.): к 2002 году из них три были проданы другим крупным инвесторам, оставшиеся шесть были проданы в 2003 году американским инвестиционным компаниям Providence Equity Partners, Apax Partners и Goldman Sachs Capital Partners. В 2001 году Deutsche Telekom свернул работу Bildschirmtext.
В 2000 году для развития международной деятельности была создана дочерняя компания T-Mobile International AG. В мае 2001 года были куплены два мобильных оператора в США, VoiceStream Wireless Corporation и Powertel, Inc., в 2002 году они были объединены под названием T-Mobile USA. В мае 2008 года была куплена 25-процентная доля в греческой телекоммуникационной компании OTE. В 2010 году был поглощён польский мобильный оператор Polska Telefonia Cyfrowa; в 2011 году он был переименован в T-Mobile Polska.
В марте 2011 года компания подала заявку на продажу американского подразделения T-Mobile USA американской телекоммуникационной компании AT&T за $39 млрд, в случае успешного завершения сделки DT получила бы также 8 % акций покупателя, а также одно место в совете директоров американского оператора. Однако в августе того же года Министерство юстиции США подало иск в суд с требованием заблокировать сделку, ссылаясь на уменьшение конкуренции на рынке сотовой связи. 19 декабря глава AT&T объявил о том, что компания отозвала своё предложение из-за сопротивления сделке властей.
В апреле 2020 года завершилось слияние американской дочерней компании T-Mobile US со Sprint Corporation. В 2021 году за 5,1 млрд евро была продана дочерняя компания в Нидерландах T-Mobile Netherlands.
В сентябре 2022 года Deutsche Telekom расширила свою деятельность в области технологии блокчейн. Её дочерняя компания T-Systems MMS, предоставляет сети Ethereum инфраструктуру в виде валидации узлов сети.
В феврале 2023 года был продан 51 % акций дочерней компании GD Towers, которой принадлежат 40 тыс. вышек сотовой связи в Германии и Австрии, а также компания Deutsche Funkturm, обслуживающая радио- и телебашни Германии; покупателями стали компании Brookfield Corporation и DigitalBridge, стоимость сделки — 10 млрд евро.

## Собственники и руководство

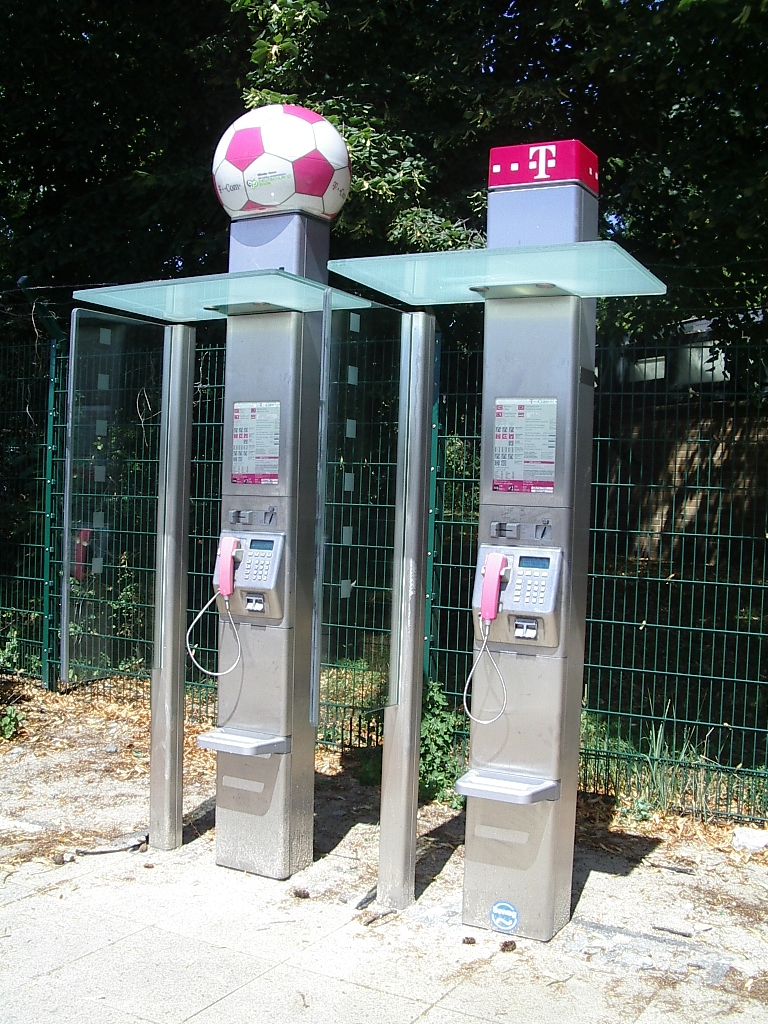
Будка «Дойче телеком»

Правительству Германии принадлежит 13,8 % акций компании, государственному банку развития KfW — 16,6 %, SoftBank — 4,5 %, остальные котируются на Франкфуртской и Миланской фондовых биржах, входят а индексы DAX и Euro Stoxx 50. Рыночная капитализация на Франкфуртской фондовой бирже по состоянию на конец 2022 года составляла 92,3 млрд евро. Высший орган — Собрание акционеров (Hauptversammlung), между собраниями акционеров — Наблюдательный совет (Aufsichtsrat).
- Франк Аппель (Dr. Frank Appel) — председатель наблюдательного совета с 7 апреля 2022 года.
- Тимотеус Хётгес (Timotheus Höttges) — председатель правления с 1 января 2014 года[14].

## Деятельность
По состоянию на 2022 год у компании было 245,4 млн абонентов мобильной связи, 25,3 абонентов стационарной связи и 21,4 млн абонентов широкополосного интернета. Общая численность персонала — 211 тыс. человек (2022 год).
Подразделения:
- Германия — стационарная и мобильная связь в Германии, а также охранные услуги в Германии, Австрии, Швейцарии, Венгрии и Словакии; 54,2 млн абонента мобильной связи, 17,4 млн — стационарной, 14,7 млн — интернета; 21 % выручки;
- США — услуги мобильной связи и торговля электроникой в США; 113,6 млн абонентов; 66 % выручки;
- Европа — услуги мобильной и стационарной связи в странах Европы (Греция, Венгрия, Польша, Чехия, Хорватия, Словакия, Австрия, Северная Македония и Черногория); 47,3 млн абонентов мобильной связи, 7,9 млн — стационарной, 6,7 млн — интернета; 10 % выручки;
- Системные решения — информационные и телекоммуникационные услуги компаниям в Германии и других странах; 3 % выручки.

«Дойче телеком» является аккредитованным поставщиком государственной электронной почты De-Mail.
|                     | 2010  | 2011  | 2012  | 2013  | 2014  | 2015  | 2016  | 2017  | 2018  | 2019  | 2020  | 2021  | 2022  |
| ------------------- | ----- | ----- | ----- | ----- | ----- | ----- | ----- | ----- | ----- | ----- | ----- | ----- | ----- |
| Выручка             | 62,4  | 58,7  | 58,2  | 60,1  | 62,7  | 69,2  | 73,1  | 74,9  | 75,7  | 80,5  | 100,1 | 107,8 | 114,4 |
| Чистая прибыль      | 1,7   | 0,5   | -5,4  | 0,9   | 2,9   | 3,3   | 2,7   | 3,5   | 2,2   | 3,9   | 4,2   | 4,2   | 8,0   |
| Активы              | 127,8 | 122,5 | 107,9 | 118,1 | 129,4 | 143,9 | 148,5 | 141,3 | 145,4 | 170,7 | 264,9 | 281,6 | 298,6 |
| Собственный капитал | 43,0  | 40,0  | 30,5  | 32,1  | 34,1  | 38,2  | 38,8  | 42,5  | 43,4  | 46,2  | 72,6  | 81,5  | 87,3  |

## Дочерние компании
Основные дочерние компании Deutsche Telekom по состоянию на 2022 год:
- Telekom Deutschland GmbH (Германия, 100 %)
- T‑Systems International GmbH (Германия, 100 %)
- T‑Mobile US, Inc. (США, 48,14 %)
- Hellenic Telecommunications Organization S.A. (Греция, 50,86 %)
- Hrvatski Telekom d.d. (Хорватия, 53,02 %)
- Magyar Telekom Telecommunications PLC (Венгрия, 61,39 %)
- Slovak Telekom a.s. (Словакия, 100 %)
- T‑Mobile Austria Holding GmbH (Австрия, 100 %)
- T‑Mobile Czech Republic a.s. (Чехия, 100 %)
- T‑Mobile Polska S.A. (Польша, 100 %)

### «Дойче телеком АГ» в России
В России «Дойче телеком АГ» представлен уже более 14 лет. Лицензии на услуги связи получены в 2005 году. «Дойче телеком АГ» располагает в России двумя узлами связи, которые находятся в Москве. Интересы всех подразделений «Дойче телеком АГ» в России и СНГ представляет компания ООО «Т-Системс Си-Ай-Эс», которая была зарегистрирована в 2002 году.

## Передатчики
Deutsche Telekom принадлежит компания Deutsche Funkturm, в которою входят:
- (Баден-Вюртемберг)
  - (Округ Штутгарт)
    - Передатчик Хойбаха (Sender Heubach) (рядом с городом Ален)
    - Штутгартская телекоммуникационная башня (Stuttgarter Fernmeldeturm)
    - Телекоммуникационная башня Шнитлинген (Fernmeldeturm Schnittlingen)
    - Телекоммуникационная башня Вальденбуха (Fernmeldeturm Waldenbuch)
    - Телекоммуникационная башня Хайльбронна (Fernmeldeturm Heilbronn)

  - (Округ Карлсруе)
    - Телекоммуникационная башня Маннхейма (Fernmeldeturm Mannheim)
    - Телекоммуникационная башня Клееборн (Fernmeldeturm Cleebronn)
    - Передатчик Лангенбранд (Sender Langenbrand) (рядом с городом Пфорцхайм)
    - Телекоммуникационная башня Райзенбаха (Fernmeldeturm Reisenbach)
    - Телекоммуникационная башня Хайдельберга (Fernmeldeturm Heidelberg)
    - Телекоммуникационная башня Грюнветтесбаха (Fernmeldeturm Grünwettersbach) (Карлсруе)
    - Фремерсбергская башня (Fremersbergturm) (Баден-Баден)

  - (Округ Тюбинген)
    - Передатчик Ульма (Sender Ulm-Ermingen)

  - (Округ Фрайбург)
    - Передатчик Донауешингена (Sender Donaueschingen)
    - Передатчик Блауена (Sender Blauen)
    - Телекоммуникационная башня Фогтсбурга (Fernmeldeturm Vogtsburg-Totenkopf) (Фрайбург)
    - Телекоммуникационное здание Констанца (Fernmeldegebäude Konstanz)
- (Бавария)
  - (Округ Верхняя Франкония)
    - Телекоммуникационная башня Бамберга (Fernmeldeturm Bamberg)
    - Телекоммуникационная башня Ригельштайна (Fernmeldeturm Riegelstein) (Байройта)
    - Передатчик Пфаффенхофена (Sender Pfaffenhofen)

  - (Округ Средняя Франкония)
    - Телекоммуникационная башня Нюрнберга (Fernmeldeturm Nürnberg)
    - Передатчик Ансбаха (Sender Ansbach)
    - Передатчик Швабаха (Sender Schwabach)

  - (Нижняя Франкония)
    - Передатчик Пфаффенберга (Sender Pfaffenberg) (Ашаффенбург)

  - (Округ Швабия)
    - Передатчик Вельдена (Sender Welden) (Аугсбург)
    - Телекоммуникационная башня Блендера (Fernmeldeturm Blender)
    - Передатчик Унтерринген (Sender Unterringingen)
    - Передатчик Вельден (Sender Welden)

  - (Верхняя Бавария)
    - Телекоммуникационная башня Мюнхена (Fernmeldeturm der Oberpostdirektion München)
    - Башня «Мюнхена» (Olympiaturm) (Мюнхен)
    - Передатчик Хохенпрайссенберга (Sender Hohenpeißenberg)

  - (Нижняя Бавария)
    - Телекоммуникационная башня Хофкирхена (Fernmeldeturm Hofkirchen) (Штраубинг)
    - Передатчик Ландсхута (Sender Landshut)
    - Телекоммуникационная башня Пассау (Fernmeldeturm Passau-Haidenhof)

  - (Верхний Пфальц)
    - Передатчик Регенсбурга (Sender Regensburg-Ziegetsberg)
    - Телекоммуникационная башня Вайдена (Fernmeldeturm Weiden)
    - Передатчик Амберга (Sender Amberg)
- (Саарланд)
  - Передатчик Ригельсберга (Sender Riegelsberg-Schoksberg)
- (Гессен)
  - (Округ Дармштадт)
    - Башня «Европа» (Europaturm) (Франкфурт-на-Майне)
    - Телекоммуникационная башня Хохе-Вюрцель (Fernmeldeturm Hohe Wurzel) (Висбаден)

  - (Округ Кассель)
    - Телекоммуникационная башня Хабихтсвальда (Fernmeldeturm Habichtswald) (Кассель)

  - (Округ Гиссен)
    - Телевизионная башня Ангельбурга (Fernsehturm Angelburg)
    - Телекоммуникационная башня Дюнсберга (Fernmeldeturm Dünsberg) (Гиссен)
- (Северный Рейн-Вестфалия)
  - (Округ Кёльн)
    - Телекоммуникационная башня Аахена (Mulleklenkes)
    - Башня «Колониус» (Colonius) (Кёльн)

  - (Округ Арнсберг)
    - Телекоммуникационная башня Бёдефельда (Fernmeldeturm Bödefeld)
    - Башня «Флориан» (Florianturm) (Дортмунд)
    - Телекоммуникационная башня Шверте (Fernmeldeturm Schwerte)
    - Телекоммуникационная башня Эббергебирге (Fernmeldeturm Ebbegebirge)

  - (Округ Дюссельдорф)
    - Рейнская башня (Rheinturm) (Дюссельдорф)
    - Телевизионная башня Эссена (Fernsehturm Essen)
    - Телекоммуникационная башня Вупперталя (Fernmeldeturm Wuppertal-Küllenhahn)

  - (Округ Мюнстер)
    - Телекоммуникационная башня Мюнстера (Fernmeldeturm Münster)

  - (Округ Детмольд)
    - Телекоммуникационная башня Хюненбурга (Fernmeldeturm Hünenburg)
    - Телекоммуникационная башня Якобсберга (Fernmeldeturm Jakobsberg)
    - Телекоммуникационная башня Виллебадессен (Fernmeldeturm Willebadessen)
- (Рейнланд-Пфальц)
  - (бывший Округ Трир)
    - Телекоммуникационная башня Битбурга (Fernmeldeturm Bitburg)
    - Телекоммуникационная башня Трира (Fernmeldeturm Trier-Petrisberg)
    - Телекоммуникационная башня Кальхайда (Fernmeldeturm Kahlheid)

  - (бывший Округ Рейнгессен-Пфальц)
    - Телекоммуникационная башня Борнберга (Fernmeldeturm Bornberg)
    - Телекоммуникационная башня Кайзерслаутерна (Fernmeldeturm Kaiserslautern)
    - Телекоммуникационная башня Людвигсхафена (Fernmeldeturm Ludwigshafen am Rhein)
    - Телекоммуникационная башня Ландау (Fernmeldeturm Landau)

  - (бывший Округ Кобленц)
    - Телекоммуникационная башня Хеккенбаха (Fernmeldeturm Heckenbach-Schöneberg)
    - Телекоммуникационная башня Кобленца (Fernmeldeturm Koblenz)
    - Телекоммуникационная башня Бад Кройцнаха (Fernmeldeturm Bad Kreuznach)
- (Бремен)
  - Телекоммуникационная башня Бремена (Fernmeldeturm Bremen)
- (Нижняя Саксония)
  - (бывший округ Ганновер)
    - Телекоммуникационная башня Ганновера (Telemax)
    - Телекоммуникационная башня Барсингхаузена (Fernmeldeturm Barsinghausen)
    - Телекоммуникационная башня Хёкстера (Fernmeldeturm Höxter)
    - Телекоммуникационная башня Зибессе (Fernmeldeturm Sibbesse) (Хильдесхайм)

  - (бывший округ Брауншвейг)
    - Телекоммуникационная башня Бофендена (Fernmeldeturm Bovenden) (Гёттинген)
    - Телекоммуникационная башня Бройтцема (Fernmeldeturm Broitzem) (Брауншвейг)
    - Телекоммуникационная башня Клиферсберг (Fernmeldeturm Klieversberg) (Вольфсбург)
    - Передатчик Гослара (Sender Goslar)
    - Телекоммуникационная башня Соллинга (Fernmeldeturm Solling) (Брауншвейг)
    - Передатчик Торфхауса (Sender Torfhaus)

  - (бывший округ Люнебург)
    - Башня имени Фридриха Клеменса Герке (Friedrich-Clemens-Gerke-Turm) (Куксхафен)
    - Телекоммуникационная башня Оттерндорфа (Fernmeldeturm Otterndorf)
    - Телекоммуникационная башня Розенгартен (Fernmeldeturm Rosengarten)
    - Телекоммуникационная башня Шифдорфа (Fernmeldeturm Schiffdorf)
    - Телекоммуникационная башня Ильцена (Fernmeldeturm Uelzen)
    - Телекоммуникационная башня Вардбёмена (Fernmeldeturm Wardböhmen) (Целле)

  - (бывший округ Везер-Эмс)
    - Телекоммуникационная башня Графензундерна (Fernmeldeturm Grafensundern)
    - Телекоммуникационная башня Оснабрюка (Schinkelturm)
    - Телекоммуникационная башня Ванбека (Fernmeldeturm Wahnbek) (Ольденбург)
    - Телекоммуникационная башня Вильгельмсхафена (Fernmeldeturm Wilhelmshaven)
- (Гамбург)
  - Башня имени Генриха Герца (Heinrich-Hertz-Turm)
- (Шлезвиг-Гольштейн)
  - Телекоммуникационная башня Бунгсберга (Fernmeldeturm Bungsberg)
  - Телекоммуникационная башня Бредштедта (Fernmeldeturm Bredstedt)
  - Телекоммуникационная башня Киля (Fernmeldeturm Kiel)
  - Телекоммуникационная башня Шлезвига (Fernmeldeturm Schleswig)
  - Передатчик Любека (Sender Lübeck)
- (Мекленбург-Передняя Померания)
  - Шверинская телекоммуникационная башня (Schweriner Fernsehturm)
  - Телекоммуникационная башня Хельптерберг (Fernmeldeturm Helpterberg)
- (Бранденбург)
  - Телекоммуникационная башня Калау (Fernmeldeturm Calau)
- (Берлин)
  - Телекоммуникационная башня Берлина (Fernmeldeturm Berlin-Schäferberg)
  - Берлинская телевизионная башня (Berliner Fernsehturm)
- (Саксония-Анхальт)
  - Телевизионная башня Декведе (Fernsehturm Dequede)
  - Передатчик Брокена (Sendeanlagen auf dem Brocken)
- (Тюрингия)
  - Передатчик Инзельсберга (Sender Inselsberg)
- (Саксония)
  - Вещательная башня Лейпцига (Funkturm Leipzig)
  - Телевизионная башня Дрездена (Fernsehturm Dresden)
  - Передатчик Гейера (Sender Geyer)